# Lilgomdé (Bindé)
Pour les articles homonymes, voir Lilgomdé.
Lilgomdé est une commune rurale située dans le département de Bindé de la province du Zoundwéogo dans la région du Centre-Sud au Burkina Faso.

## Géographie
La commune est située à proximité de la route nationale 17 reliant Tamboué à Sangha.

## Santé et éducation
Le centre de soins le plus proche de Lilgomdé est le centre de santé et de promotion sociale (CSPS) de Kaïbo-Centre tandis que le centre médical (CMA) le plus proche se trouve à Manga.